# Miłko Bobocow
Miłko Bobocow, bułg. Милко Бобоцов (ur. 30 września 1931 w Płowdiwie, zm. 3 kwietnia 2000 w Sofii) – bułgarski szachista, arcymistrz od 1961 roku.

## Kariera szachowa
Od połowy lat 50. do pierwszych 70. należał do czołówki bułgarskich szachistów. Pomiędzy 1954 a 1972 ośmiokrotnie wystąpił na szachowych olimpiadach (w tym 3 razy na I szachownicy), zdobywając dwa brązowe medale: wraz z drużyną (1968, Lugano) oraz za indywidualny wynik na I szachownicy w roku 1964 w Tel Awiwie. Wielokrotnie startował w finałach indywidualnych mistrzostw Bułgarii, największy sukces odnosząc w roku 1958 w Sofii, gdzie zdobył tytuł mistrza kraju.
Największym międzynarodowym sukcesem Miłko Bobocowa było dzielone II miejsce (za Leonidem Steinem, wraz z Aivarsem Gipslisem, Wasilijem Smysłowem i Michaiłem Talem, a przed Dawidem Bronsteinem, Lajosem Portischem, Borysem Spasskim, Jefimem Gellerem, Paulem Keresem, Miguelem Najdorfem, Tigranem Petrosjanem i Svetozarem Gligoriciem) w memoriale Aleksandra Alechina w Moskwie w roku 1967. Poza tym sukcesy odniósł również m.in. w Warnie (1957, I m.), Zevenaar (1961, dz. II m.), Peczu (1964, memoriał Lajosa Asztalosa, dz. I m. wraz z Aivarsem Gipslisem), Beverwijk (1965, III m.), Atenach (1968, dz. II m.) oraz Sarajewie (1971, turniej Bosna, dz. I m. wraz z Davidem Bronsteinem i Milanem Matuloviciem).
Najwyższy ranking w karierze osiągnął 1 lipca 1971, z wynikiem 2485 punktów dzielił wówczas 2-3. miejsce (za Georgijem Tringowem, wspólnie z Iwanem Radułowem) wśród bułgarskich szachistów.

## Życie prywatne
Żoną Miłko Bobocowa była arcymistrzyni Antonia Iwanowa.